# 1991 год в истории железнодорожного транспорта
1991 год в истории железнодорожного транспорта

## События
- 6 сентября — в Конго близ города Пуэнт-Нуар произошло столкновение пассажирского и товарного поездов. Погибли порядка 100 человек[1].
- Организована Государственная администрация железных дорог Украины.
- Основан Переславский железнодорожный музей.
- В Международном союзе железных дорог начато создание общеевропейской скоростной сети, формирование которой происходило в 70—80 годы, с последующим расширением и включением в неё России, стран Восточной Европы и Азии.[2]
- В Германии началась эксплуатация поезда Intercity-Express, который в экспериментальном варианте развил скорость 406,9 километра в час, на новых линиях Ганновер — Вюрцбург и Мангейм — Штутгарт достигнута максимальная скорость 200—250 километров в час.[2]
- Начала работать Академия транспорта Российской Федерации.[2]
- В Германии были сняты с эксплуатации последние экземпляры электровозов DRG Class E 18.

## Новый подвижной состав
- Чехословацкий завод «Шкода» выпустил последние электровозы переменного тока серии ЧС8 для железных дорог СССР.